# Festspielhaus Erl

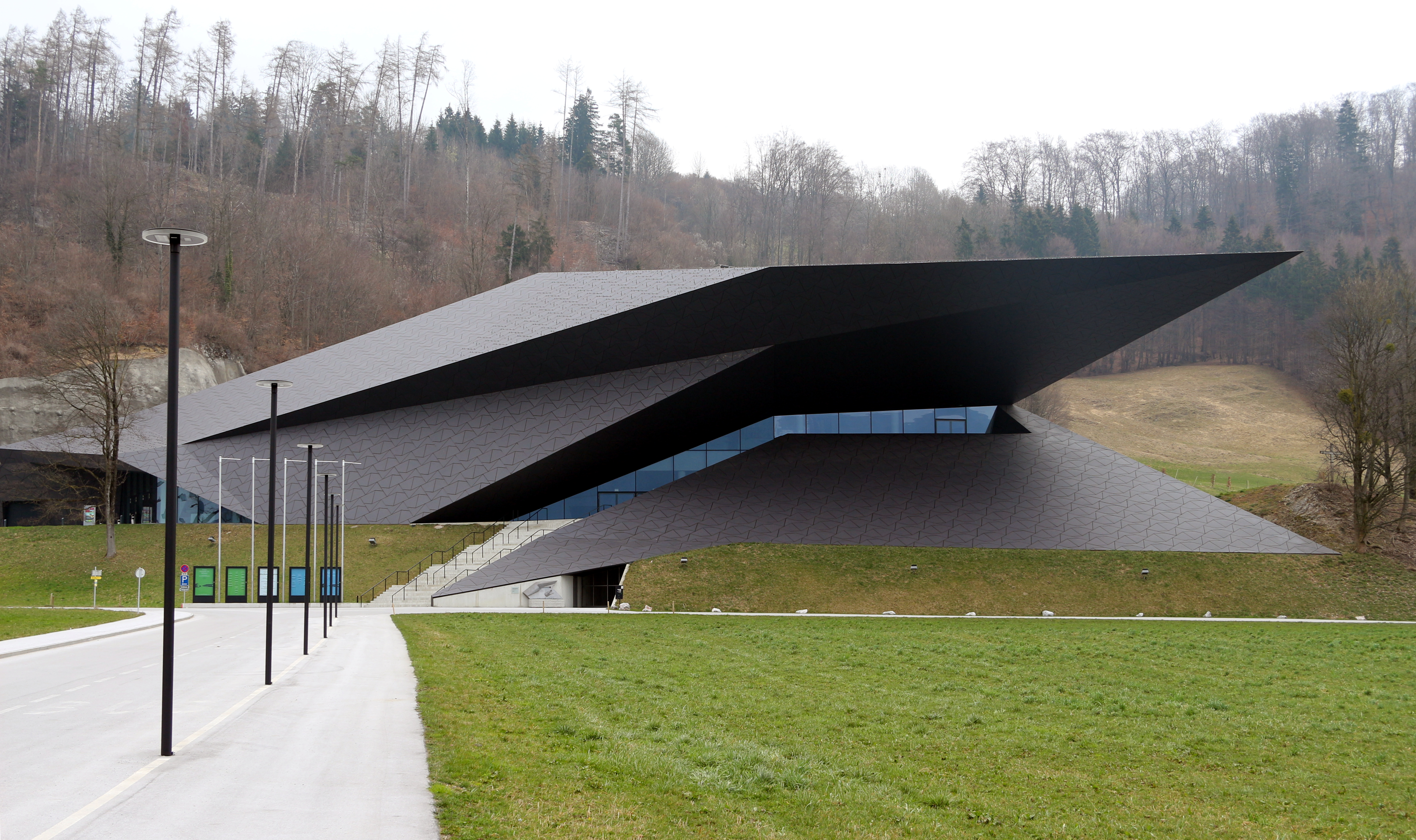
Festspielhaus Erl

Das Festspielhaus Erl ist ein modernes Konzerthaus in der Tiroler Gemeinde Erl, Österreich, das im Dezember 2012 eröffnet wurde. Es wurde von Delugan Meissl Associated Architects (DMAA) entworfen und dient als zweite Spielstätte der Tiroler Festspiele Erl. Mit seiner markanten schwarzen Fassade und einer Nutzfläche von 7000 Quadratmetern fügt sich das Gebäude in die umliegende Berglandschaft ein und bildet einen architektonischen Kontrast zum benachbarten weißen Passionsspielhaus. Der Konzertsaal des Festspielhauses bietet Platz für 732 Zuschauer und ist für seine Akustik bekannt, die auch bei größeren Besetzungen Klangtransparenz gewährleistet.

## Architektur und Gestaltung
Das Festspielhaus Erl, entworfen von Delugan Meissl Associated Architects (DMAA), präsentiert sich als markanter Baukörper in der Tiroler Berglandschaft. Die Geometrie des Gebäudes entwickelte sich aus den topographischen Gegebenheiten des Standorts und stellt einen architektonischen Dialog mit dem benachbarten Passionsspielhaus her. Der Bau verfügt über eine Nutzfläche von 7000 Quadratmetern und Abmessungen von 90 × 71 × 22 Meter.
Die schwarze Fassade des Festspielhauses kontrastiert mit dem weißen Passionsspielhaus und passt sich im Sommer an die dunkle Waldlandschaft an, während es im Winter vor der verschneiten Kulisse hervortritt. Die Gebäudehülle besteht aus einer vorgehängten hinterlüfteten Fassade, die mit besonders widerstandsfähigen und kratzfesten Fassadentafeln vom Typ Equitone Natura Pro ausgeführt wurde. Die komplexe Geometrie des Baukörpers wurde mit nur zwei unterschiedlichen Tafelformaten realisiert, die gespiegelt aneinander gefügt wurden. Die scharfkantige Fassade ist im unteren Bereich um 110 Grad nach außen geknickt und im ersten Obergeschoß um 30 Grad nach hinten geneigt. Die Form des Gebäudes erinnert an eine tektonische Schichtung, wobei Einschnitte und Faltungen den Weg ins Innere weisen. Das Dach über dem Festspielsaal wird von einer Stahlkonstruktion getragen, die in den auskragenden Bereichen als Fachwerkträger ausgebildet ist.
Die Architektur des Festspielhauses greift Elemente der umgebenden Berglandschaft auf und setzt sie in eine expressive Komposition um. Die markante Form des Gebäudes wurde von der Erler Dornenkrone inspiriert, dem Wappenemblem des Dorfes. Durch seine prägnante Gestaltung fungiert das Festspielhaus als architektonisches Wahrzeichen, das sowohl den Ort als auch den überregionalen Ruf der Tiroler Festspiele repräsentiert.

## Innenausstattung und Akustik
Das Innere des Festspielhauses Erl zeichnet sich durch eine Gestaltung aus, die auf optimale akustische Bedingungen ausgerichtet ist. Der Konzertsaal, das Herzstück des Gebäudes, verfügt über 732 Sitzplätze auf einer steil ansteigenden Tribüne, die an ein griechisches Theater erinnert und von jedem Platz aus eine gute Sicht bietet. Die Wände des Saals bestehen aus freistehenden Paneelen aus kanadischem Akazienholz, die ein Mitschwingen der Architektur ermöglichen und somit zur Akustik beitragen. Der Orchestergraben, der bei seiner Eröffnung als der größte seiner Art weltweit galt, misst etwa 160 Quadratmeter. Die Bühne selbst erstreckt sich über eine Fläche von circa 450 Quadratmetern. Im Foyer des Festspielhauses sorgt eine leichte Neigung von drei Prozent für eine subtile Lenkung der Besucherströme. Der Übergang vom Foyer in den Konzertsaal ist von einer räumlichen und atmosphärischen Veränderung begleitet: Dynamik, Variabilität und Asymmetrie sollen maximaler Konzentration, statischer Ruhe und Orthogonalität weichen.
Musiker aus aller Welt haben die akustischen Eigenschaften des Raumes für ihre Aufnahme-Sessions gewählt. Die Innenausstattung des Festspielhauses ist durch eine sensorische Wahrnehmung der jeweiligen Nutzungsbereiche geprägt, wobei Unterschiede in Geometrie, Haptik und Oberflächen der Raumelemente die sinnliche Erfahrung einzelner Funktionsbereiche verstärken und die Orientierung erleichtern. Im Konzertsaal selbst sorgen Holzoberflächen und gedämpfte Farben für eine warme Raumkomposition, welche die Aufmerksamkeit der Besucher auf die bevorstehende Aufführung lenken soll. Technische Ausstattung und die Möglichkeit zur Transformation des Saals erlauben eine variable Nutzung, die über die Funktion eines klassischen Konzert- und Festspielhauses hinausgeht.

## Geschichte und Nutzung

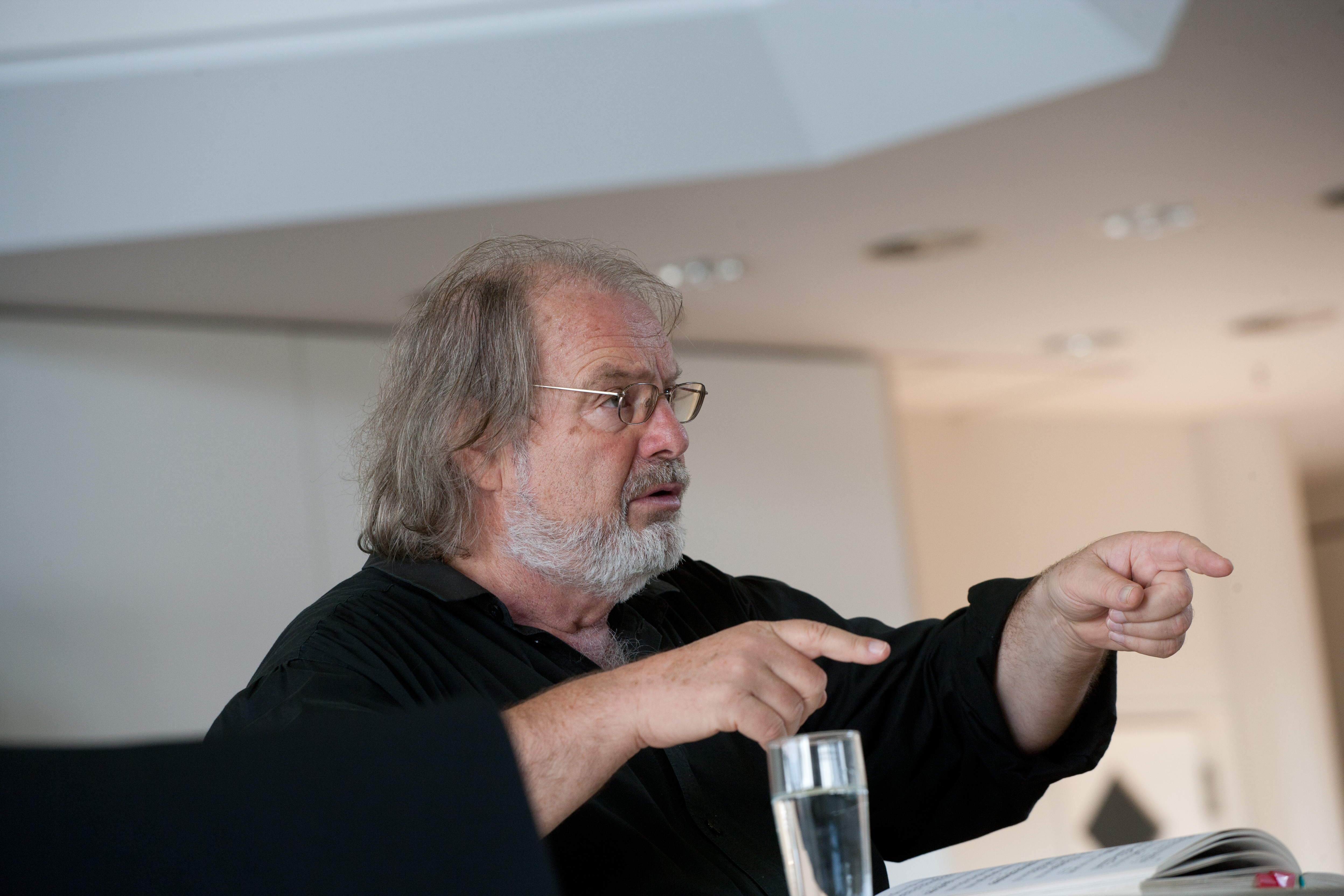
Gustav Kuhn, Begründer der Tiroler Festspiele Erl

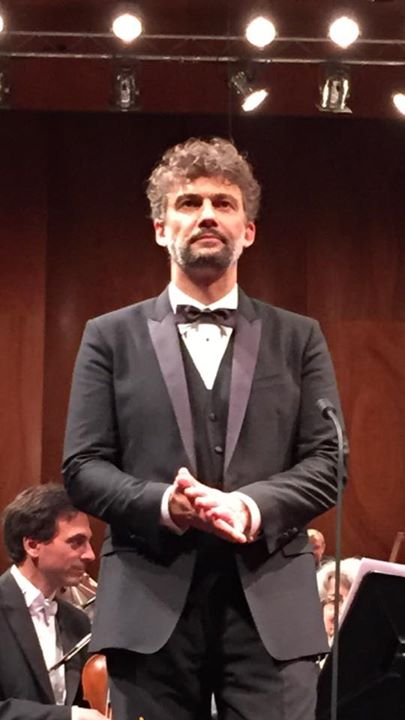
Jonas Kaufmann, Intendant der Tiroler Festspiele (seit 2024)

Das Festspielhaus Erl wurde im Dezember 2012 als zweite Spielstätte der Tiroler Festspiele Erl eröffnet. Es entstand aus dem Bedürfnis, moderne Proben- und Aufführungsbedingungen für die Festspiele zu gewährleisten, die 1997 von Gustav Kuhn gegründet worden waren. Der Bau des Festspielhauses begann im Oktober 2010 und ermöglichte es den Tiroler Festspielen, erstmals auch Winteraufführungen durchzuführen.
Seit seiner Eröffnung beherbergt das Festspielhaus jährlich etwa 30 Veranstaltungen in der Sommersaison, darunter Opern, Konzerte und Kammermusikabende, die über 20.000 Zuschauer anziehen. In der Wintersaison, die vom 26. Dezember bis 6. Januar dauert, finden im Festspielhaus rund 14 Veranstaltungen statt, die jährlich knapp 10.000 Besucher zählen. Das Programm umfasst Opern und Konzerte im Hauptprogramm sowie Liederabende und Kammermusik in der Reihe der Specials.
Unter der Leitung von Gustav Kuhn wurde im Festspielhaus ein Programm mit Schwerpunkt auf Mozart und Belcanto präsentiert, zudem wurden über 70 Uraufführungen realisiert. Nach Kuhns Ausscheiden 2018 übernahm zunächst Andreas Leisner interimistisch die Intendanz, gefolgt von Bernd Loebe von 2019 bis 2024. Loebe setzte sich besonders für zu Unrecht vergessene Werke der Opernliteratur ein und sorgte für eine hochwertige Besetzung der Aufführungen. Seit September 2024 ist Jonas Kaufmann Intendant der Tiroler Festspiele. Er verantwortet eine komplette Saison von September bis August, einen neuen Schwerpunkt auf die Schnittstelle von Volksmusik und Klassik im Oktober und Festspiele zu Ostern.
Das Festspielhaus Erl verfügt über insgesamt 862 Sitzplätze, davon 732 auf der Tribüne und 130 mobile Sitzplätze im Bereich des Orchestergrabens. Es ergänzt das benachbarte Passionsspielhaus und ermöglicht den Tiroler Festspielen, ganzjährig Veranstaltungen anzubieten.

## Bedeutung für die Region
Das Festspielhaus Erl hat sich zu einem bedeutenden Wirtschaftsfaktor für die Region entwickelt. Als Veranstaltungsort der Tiroler Festspiele Erl zieht es jährlich tausende Besucher an, von denen etwa 70 Prozent aus dem benachbarten Ausland kommen und somit einen Mittelzufluss nach Tirol bringen. Diese Gäste generieren nicht nur Einnahmen durch Ticketverkäufe, sondern tragen auch zur lokalen Wertschöpfung bei, indem sie in der Region übernachten, essen und einkaufen. Das Festspielhaus beschäftigt ganzjährig durchschnittlich 59 Mitarbeiter, größtenteils aus der näheren Umgebung, und bietet zusätzlich Arbeitsplätze für über 470 Saisonkräfte. Die Aktivitäten des Festspielhauses wirken sich positiv auf verschiedene Wirtschaftszweige aus, darunter Beherbergung, Gastronomie, Transport und Handel. Mit einem Jahresbudget von knapp 9,5 Millionen Euro fließt ein beträchtlicher Teil in die regionale Wirtschaft, da 47 Prozent der Lieferanten aus Tirol und weitere 36 Prozent aus Österreich kommen. Das Festspielhaus generiert durch seine Mitarbeiter und Künstler rund 17.900 Nächtigungen pro Jahr, wovon etwa 3000 in Hotels und Pensionen im Umkreis gebucht werden. Darüber hinaus trägt das Festspielhaus zum Imagetransfer der Region bei und fördert den Kulturtourismus, indem es Besucher anzieht, die neben den kulturellen Angeboten auch die Naturlandschaft und touristische Attraktionen der Umgebung nutzen. Die Verbindung von Kultur und Natur wird als besonderer Anziehungspunkt für Gäste gesehen, die tagsüber Outdoor-Aktivitäten nachgehen und abends Opern oder Konzerte besuchen.
Um die Synergien zwischen Kultur und Tourismus weiter zu stärken, wurde ein grenzüberschreitendes Projekt initiiert, das Kulturveranstalter und Touristiker in der Region Kufsteinerland-Inntal-Chiemsee-Kaisergebirge-Mangfalltal vernetzt. Dieses Projekt zielt darauf ab, die kulturelle Vielfalt der Region sichtbarer zu machen und das touristische Potenzial besser zu erschließen. Die wirtschaftliche Bedeutung des Festspielhauses erstreckt sich auch auf die Gemeinde Erl, die von der Kommunalsteuer der Beschäftigten profitiert. Insgesamt trägt das Festspielhaus Erl maßgeblich zur nachhaltigen wirtschaftlichen und kulturellen Entwicklung der gesamten Region bei.